# مختبر (برمجة)
المختبَر في هندسة البرمجيات هو جملة من الشروط والمتغيرات تسمى بالمختبَرات وتمكن المختبِر من التأكد من عمل نظام برامج التطبيق بصورة صحيحة بلا أخطاء.

## حواش
1. ↑  اسم مكان
2. ↑  اسم مفعول؛ كذلك يقال لها حالات الاختبار (test cases)